# Ferdinand von Zeppelin

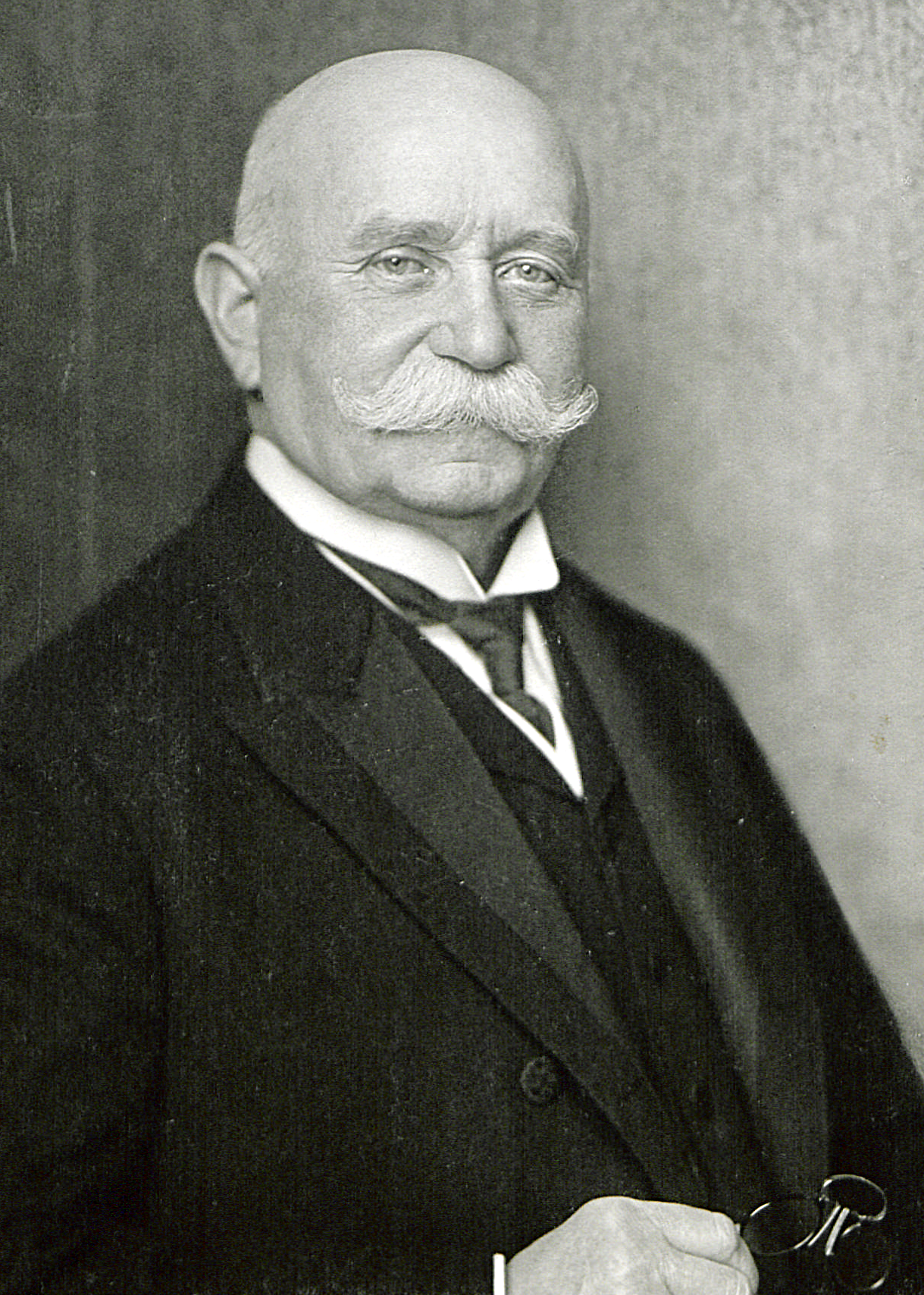
Ferdinand von Zeppelin, 1917

Ferdinand Adolf Heinrich August Graf von Zeppelin (* 8. Juli 1838 in Konstanz; † 8. März 1917 in Berlin) war ein deutscher württembergischer Graf, General der Kavallerie und der Entwickler und Begründer des Starrluftschiffbaus. Den Durchbruch des Baus von Starrluftschiffen und die Gründung der noch existierenden Luftschiffbau Zeppelin GmbH und der Zeppelin-Stiftung bewirkte die „Zeppelinspende des deutschen Volkes“ von 1908. Die von ihm entwickelten Zeppeline kamen von 1909 bis 1914 in der zivilen Luftfahrt zum Einsatz (DELAG), dann verstärkt im Ersten Weltkrieg. Eine zweite Blüte erlebten sie nach von Zeppelins Tod in den 1920er und 1930er Jahren. Der Name Zeppelin wurde zum Synonym für Luftschiffe generell. Graf Zeppelin war auch zivilgesellschaftlich aktiv, etwa als Vorsitzender des Württembergischen Tierschutzvereins.

## Leben

### Familie und Kindheit

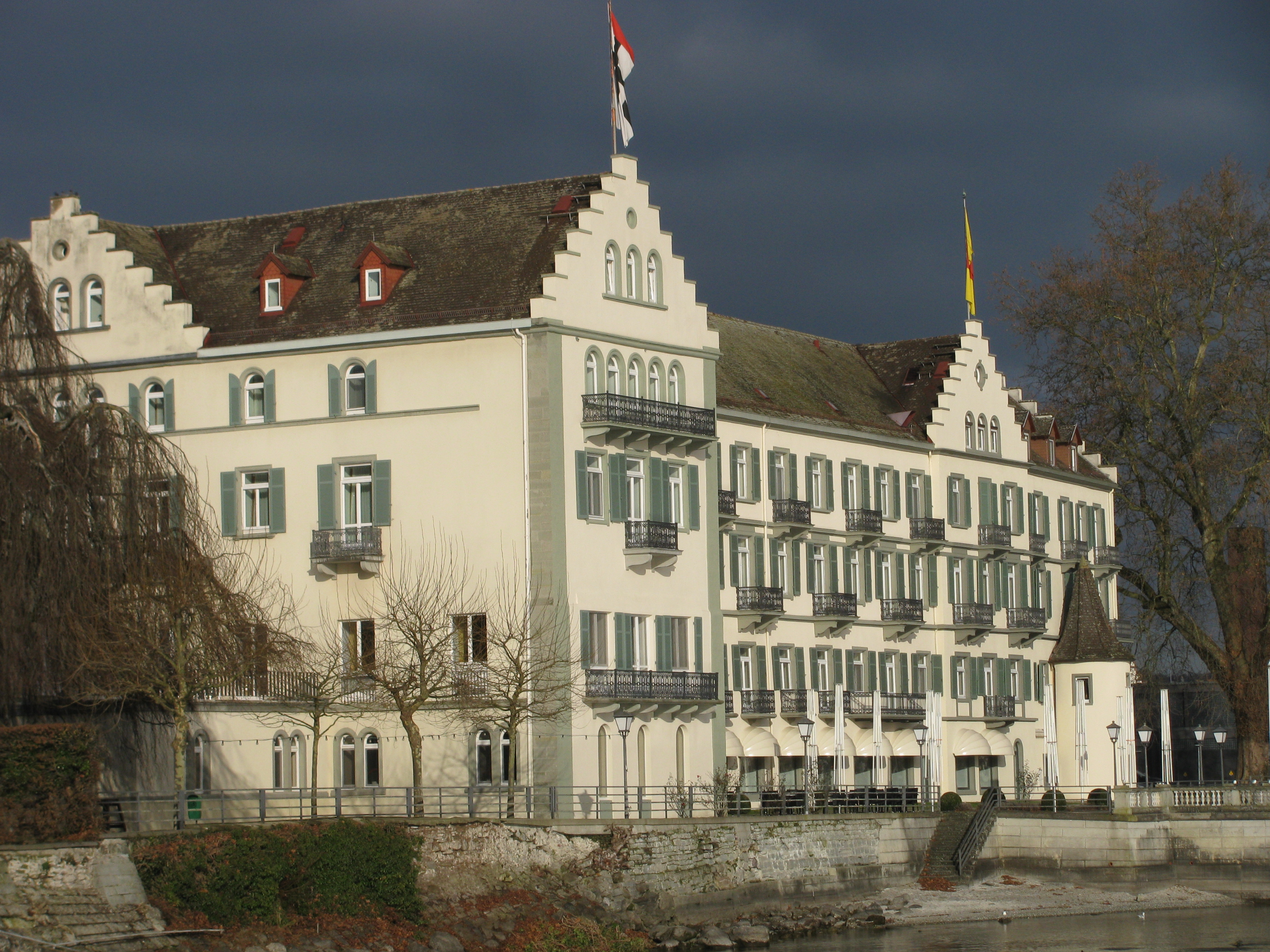
Das ehemalige Dominikanerkloster in Konstanz, Zeppelins Geburtsort

Ferdinand von Zeppelin wurde am 8. Juli 1838 auf der Dominikanerinsel in Konstanz im heutigen Inselhotel geboren. Seine Familie, aus Zepelin bei Rostock, war schon seit Ende des 18. Jahrhunderts mit dem württembergischen Hof verbunden. Sein Großonkel Karl von Zeppelin (1766–1801) stand ab 1797 an der Spitze des württembergischen Staatsapparats, sein Großvater Ferdinand Ludwig von Zeppelin (1772–1829) war mit einigen Unterbrechungen von 1812 bis 1819 Außenminister Württembergs. Ferdinand von Zeppelins Vater, Graf Friedrich von Zeppelin (1807–1886), war zeitweilig hoher Beamter im Fürstentum Hohenzollern-Sigmaringen, Baumwollfabrikant und Gutsbesitzer. Seine Mutter Amélie Françoise Pauline geb. Macaire d’Hogguèr (1816–1852) entstammte einer begüterten Konstanzer Hugenottenfamilie. Ihr Vater David Macaire d’Hogguèr (1775–1845) schenkte ihr und seinem Schwiegersohn das Schloss Girsberg mit zugehörigem Hofgut im schweizerischen Emmishofen bei Konstanz, wo die Familie ab 1841 lebte und Ferdinand von Zeppelin zusammen mit seinen Geschwistern Eugenia (1836–1911) und Eberhard (1842–1906) aufwuchs.
Schon als Fünfjähriger beteiligte sich Ferdinand an landwirtschaftlichen Tätigkeiten und zeigte Interesse an modernen landwirtschaftlichen Maschinen. Von seinem Onkel Kaspar Macair erbte er mit acht Jahren dessen Naturalien-Sammlung, deren Bestand er neu inventarisierte, vergrößerte und schließlich Anfang der 1870er Jahre dem Konstanzer „Rosgartenmuseum“ schenkte.
Sein Interesse für die Tiere des Hofs und seine enge Bindung an sein Pony, für das er allein verantwortlich war, machte den späteren Kavalleristen zu einem lebenslangen Pferde- und Tierfreund und sogar aktiven Tierschützer. Eine weitere Quelle für seine Tierliebe war seine Frömmigkeit, die unter dem Einfluss seiner pietistischen Eltern weniger auf die Kirche als auf die Suche nach einem ganz persönlichen Verhältnis zu seinem Gott orientiert war. Zum Zweck einer ständigen Selbstprüfung führte von Zeppelin von seiner Kindheit bis zu seinem Tod ohne Unterbrechung ein Tagebuch – typisch für die Frommen des 19. Jahrhunderts.
Großen Einfluss hatte der letzte Hauslehrer der beiden Söhne, der dem württembergischen Pietismus verbundene Pfarramtsanwärter Robert Moser. Neben dem eigentlichen Unterricht ging er mit seinen Zöglingen in die Natur, brachte sie auch weiterhin mit der Tierwelt in Berührung, schwamm mit ihnen im Bodensee und spielte mit ihnen, was zu einem lebenslang dauernden herzlichen Verhältnis führte. Auch die handwerklichen und technischen Fähigkeiten Ferdinands entwickelten sich mit Unterstützung des Hauslehrers weiter. Ein Jahr nach dem Tod der Mutter zog der Vater mit seinen Kindern 1853 nach Stuttgart um, wo Ferdinand die Realschule und die Polytechnische Schule besuchte.

### Frühe Militärlaufbahn und Studium
1855 trat Zeppelin in seinem 17. Lebensjahr als Kadett in die Kriegsschule Ludwigsburg ein, wo der eher in sich gekehrte junge Mann mit preußischem Drill und dem Spott von Kameraden nicht gut zurechtkam. 1858 wurde er Leutnant in der Württembergischen Armee und im selben Jahr für ein Studium in den Fächern Staatswissenschaften, Maschinenbau und Chemie an der Eberhard-Karls-Universität Tübingen beurlaubt. Aufgrund der vorsorglichen Mobilmachung wegen des österreichisch-italienischen Konflikts musste er 1859 sein Studium abbrechen und wurde zum Ingenieurkorps einberufen. Nach drei Monaten wurde er in die Ingenieurabteilung des Generalquartiermeisterstabes in Ludwigsburg versetzt, wo er sein technisches Wissen (Mechanik, Ballistik, Statik und Aerodynamik) weiter verbesserte.

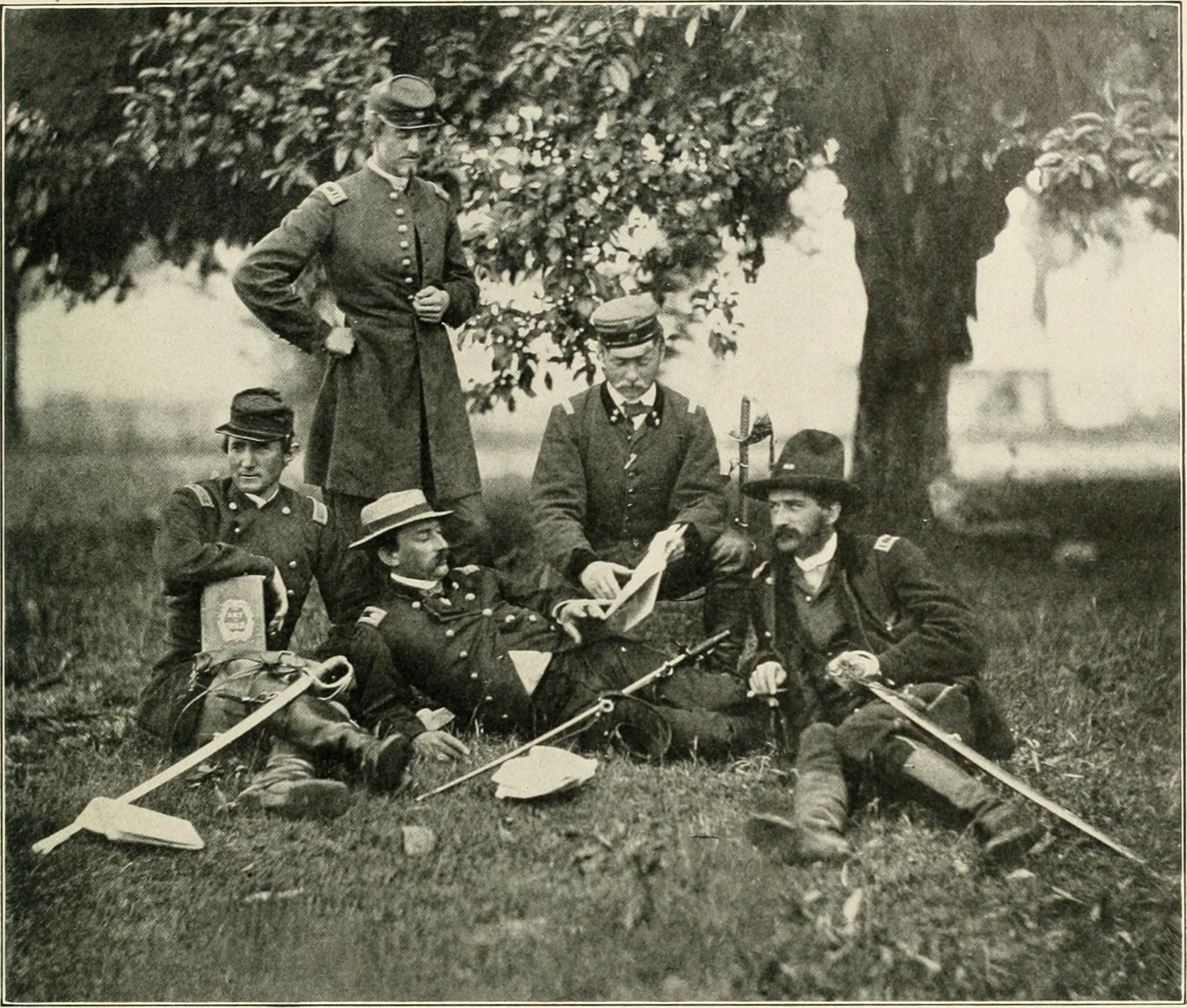
Zeppelin (Mitte, hockend) im Juni 1863 kurz vor der Schlacht von Gettysburg mit Stabsoffizieren der Potomac-Armee

1861 schickten ihn das Kriegsministerium und der König als Diplomat, wenn auch noch ohne offiziellen Status, auf eine ausgedehnte Reise durch viele europäische Länder, für die er gründlich vorbereitet wurde. Sein Geheimauftrag war einzuschätzen, wie Württemberg gegenüber der wachsenden preußischen Dominanz seine Unabhängigkeit bewahren konnte. 1863 reiste er mit offiziellem Segen in die USA, um im damals tobenden Sezessionskrieg moderne Kriegsführung unter Einsatz von viel neuer Technik zu studieren. Er traf Präsident Abraham Lincoln, erhielt Ausweispapiere für die Armeen der Nordstaaten und wurde der Potomac-Armee der Nordstaaten als Beobachter zugeteilt. Zeppelin erlebte zum ersten Mal den militärischen Einsatz von Ballons und konnte am 18. August 1863 selbst in einem Fesselballon aufsteigen. Dieses Erlebnis ließ ihn zeitlebens nicht mehr los. Er erkannte jedoch auch die Schwäche der Freiballone: ihre Abhängigkeit von der jeweiligen Windrichtung bzw. ihre Unlenkbarkeit.

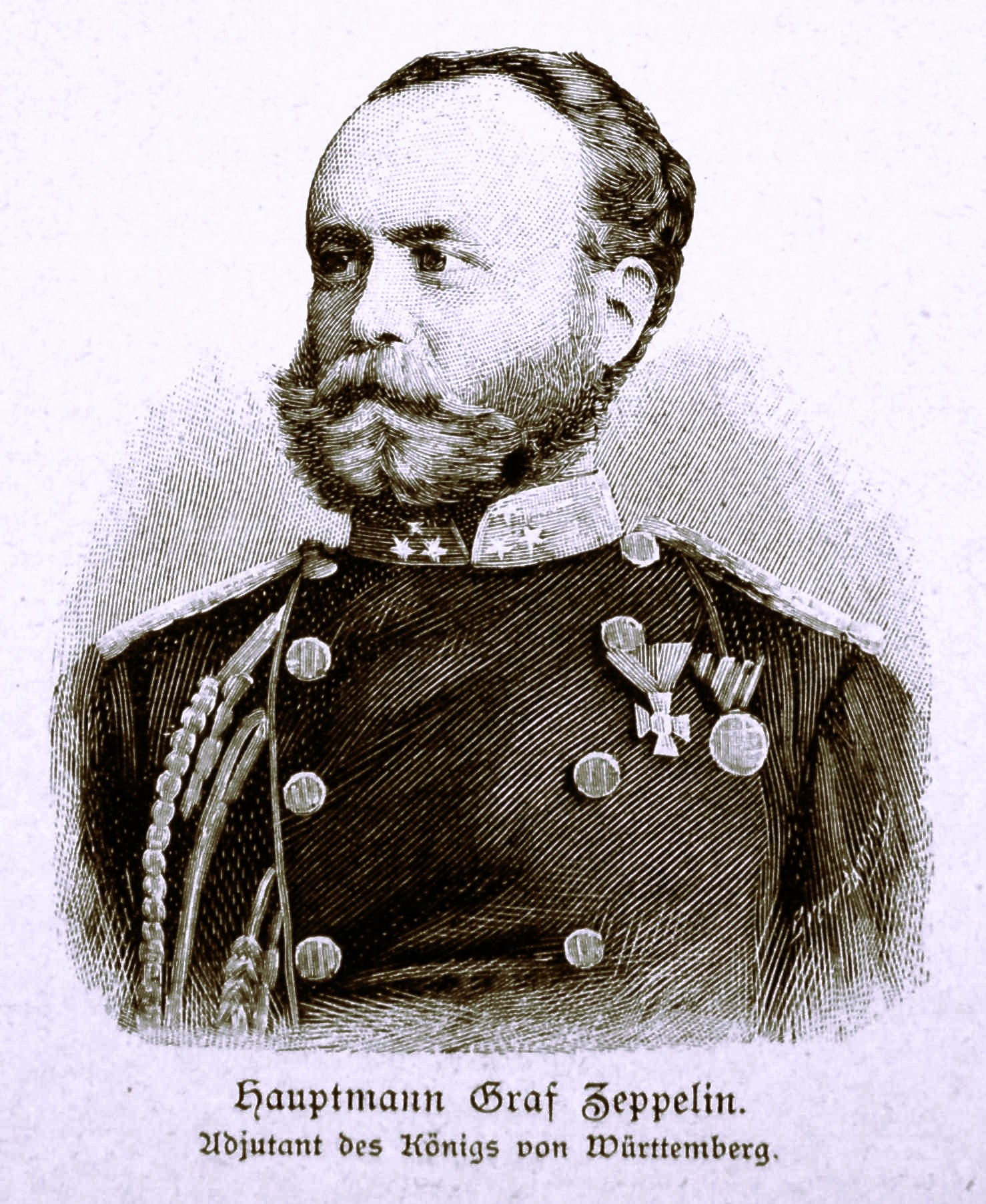
Hauptmann Graf Zeppelin, ab April 1865 Adjutant des württembergischen Königs Karl I.

Im November 1863 kehrte er nach Württemberg zurück. Im April 1865 wurde er Adjutant des württembergischen Königs Karl I. Im Deutschen Krieg 1866 war er Generalstabsoffizier und wurde mit dem Ritterkreuz des Württembergischen Militärverdienstordens ausgezeichnet.

### Heirat

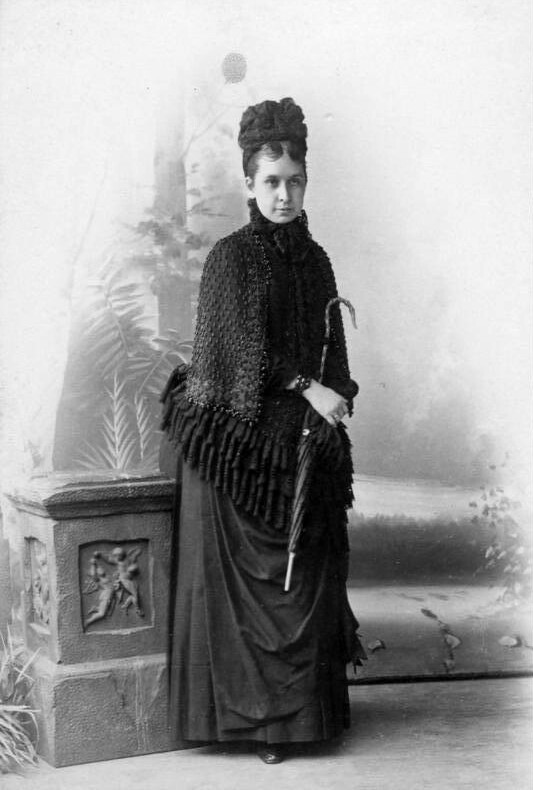
Isabella Gräfin von Zeppelin

Graf Zeppelin heiratete am 7. August 1869 in Berlin Isabella Freiin von Wolff-Alt-Schwanenburg (* 4. Mai 1846 in Alt Schwanenburg, Livland; † 2. Januar 1922 in Stuttgart). Sie war eine Cousine von Sophie Freiin von Wolff-Stomersee (1840–1919), welche ein Jahr zuvor Ferdinands Bruder Eberhard von Zeppelin geheiratet hatte. Aus der Ehe von Ferdinand und Isabella ging als einziges Kind Helene (Hella) von Zeppelin (1879–1967) hervor.

### Weiterer Militärdienst, Gedanken zum Luftschiffbau

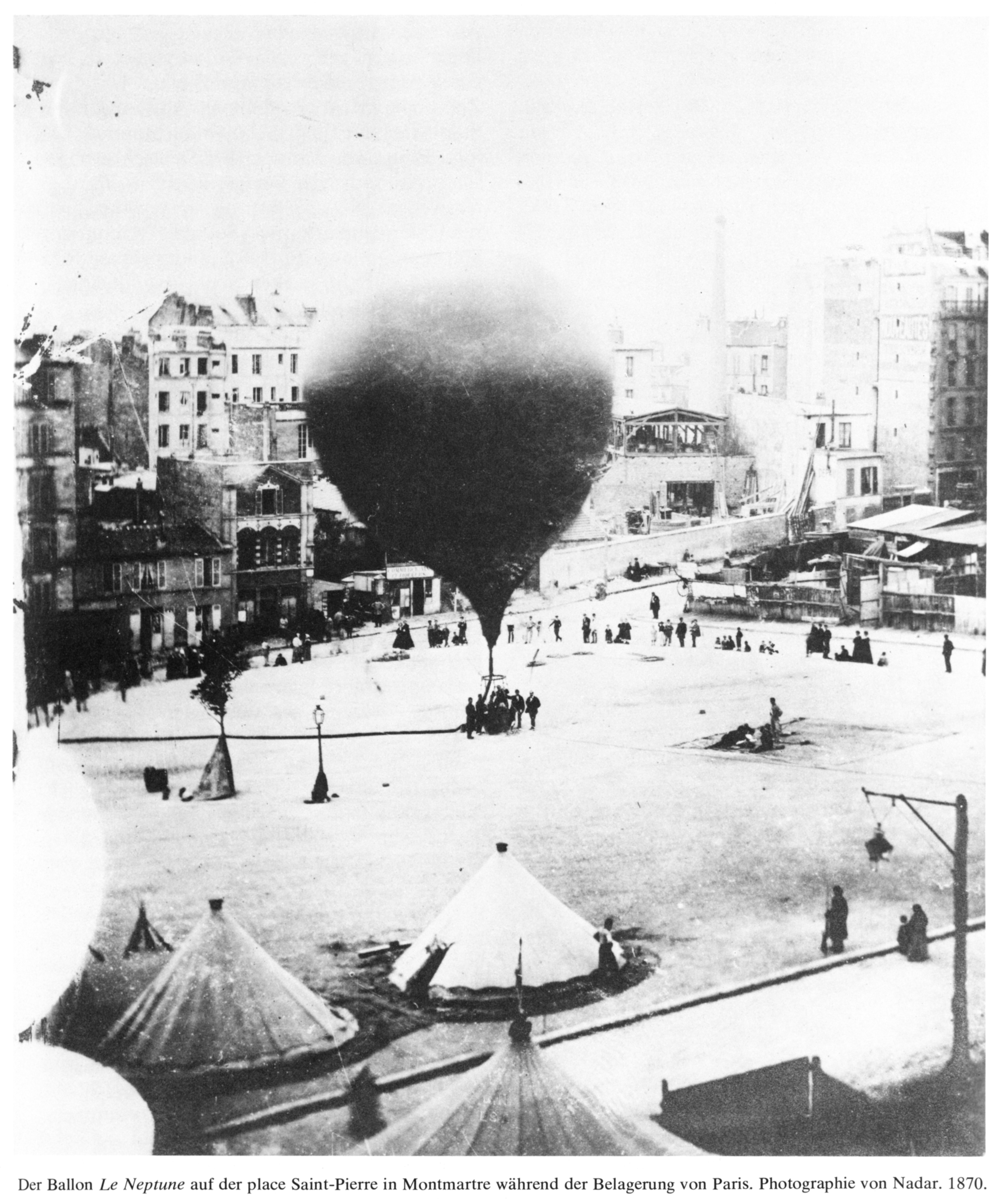
Der Ballon Le Neptune der Pariser Ballonpost während der Belagerung von Paris 1870, Aufnahme Nadar

Zu Beginn des Deutsch-Französischen Krieges von 1870/71 wurde Zeppelin aufgrund des ausgedehnten mehrtägigen Erkundungsritts des Grafen Zeppelin im Juli 1870 hinter den feindlichen Linien berühmt. Nach einem Gefecht erreichte Zeppelin auf einem französischen Pferd wieder die eigenen Linien, seine Erkenntnisse trugen bei zum Sieg in der Schlacht bei Weißenburg (1870). Auch in diesem Krieg spielte der Einsatz von Freiballons, besonders auf französischer Seite, eine gewisse Rolle, und Léon Gambetta flüchtete sogar per Ballon aus dem belagerten Paris. Diese 65 Pariser Ballonpostfahrten, durchgeführt in mindestens 1100 m Höhe da preußische Kugeln bis 900 m erreichten, und zu einem Viertel in falsche Hände gefallen, wurden im Januar 1874 in einem daraufhin in gedruckter Form veröffentlichten Vortrag von Generalpostdirektor Dr. Heinrich Stephan zum Thema „Weltpost und Luftschifffahrt“ behandelt. In Zeppelins Tagebuch findet sich für den 25. April 1874 die erste Eintragung über die Idee, ein lenkbares Luftschiff zu bauen.
Im selben Jahr wurde Zeppelin zum Major befördert. 1882 wurde Zeppelin als Oberstleutnant Kommandeur des (1. Württembergischen) Ulanen-Regiments Nr. 19 „König Karl“ in Ulm, wo er 1884 zum Oberst befördert wurde.
Im September 1885 wurde er zum Militärbevollmächtigten an der württembergischen Gesandtschaft in Berlin berufen und 1887 selbst zum württembergischen Gesandten ernannt. In dieser Zeit verfasste er eine Denkschrift an den württembergischen König über die „Notwendigkeit der Lenkballone“. Insbesondere stellte er dar, dass im Gegensatz zu Ballonen nur lenkbare Luftschiffe für die Kriegführung sinnvoll seien. Nachdem am 20. März 1890 Bismarcks Rücktritt erzwungen worden war, wurde auch die Position Zeppelins in Berlin prekär, da er als Anhänger der Deutschlandpolitik Bismarcks galt. Er wurde als Gesandter abgelöst, blieb aber zunächst in Berlin. Sein Wunsch, das Kommando einer württembergischen Brigade zu übernehmen, wurde abgelehnt. Im Herbstmanöver des Jahres 1890, bei dem Zeppelin eine Division führte, wurde er durch den Inspekteur der Kavallerie, den preußischen General von Kleist, ungünstig beurteilt. Eine „persönliche Denkschrift“ an das preußische Außenministerium, in der er das preußische Oberkommando über württembergische Truppenteile kritisierte, rief den Unwillen des Kaisers hervor. Auch am Stuttgarter Hof wollte man ihn nicht mehr haben, worauf Zeppelin Ende 1890 mit gerade 52 Jahren seinen Abschied nehmen musste. Zum Trost wurde er vom württembergischen König noch zum Generalleutnant befördert – er wurde „General à la suite“.
Zeppelin als Tierschützer
Der Übergang ins Privatleben fiel Zeppelin schwer. In einem Brief an seinen alten Freund Moser schrieb er im November 1890 von der „schauerlichen Leere der Berufslosigkeit“; er wolle sich aber „meinen Mitmenschen noch ein wenig nützlich“ machen. Er begann sich intensiv mit der Luftschifffahrt zu befassen. 1891 nahm er in der Schweiz an einer Fahrt des Ballonfahrers Eduard Spelterini mit dem Ballon Urania teil. 1892 übernahm er den Vorsitz des 1862 gegründeten Württembergischen Tierschutzvereins vom königlichen Oberststallmeister Wilhelm von Taubenheim, einem guten alten Bekannten und Pferdefreund wie Zeppelin. Zu Beginn dieser neuen Funktion war er recht aktiv. Er kümmerte sich 1893 um die Veröffentlichung eines Artikels über Das Recht der Tiere seines Freundes Moser, der schon seit Jahren Mitglied im Internationalen Verein gegen die Vivisektion war. 1894 nahm Zeppelin als Vertreter des Württ. Tierschutzvereins am Internationalen Kongress der Tierschutzvereine in Bern teil, wo er u. a. den Vorsitzenden des Verbandes der deutschen Tierschutzvereine, Otto Hartmann kennenlernte. Mit zunehmender beruflicher Belastung durch das Luftschiffprojekt wurde sein Vorsitz des Vereins jedoch immer symbolischer, half dem Württ. Tierschutzverein jedoch durch den wachsenden Ruhm seines Vorsitzenden sehr. Erst 1913, vier Jahre vor seinem Tod, trat er zurück, nicht ohne sich an der Suche nach einem Nachfolger zu beteiligen. Kurz vor Kriegsausbruch, am 16. Mai 1914, lud er als Ehrenvorsitzender des Württ. Tierschutzvereins die gesamte 14. Versammlung des Verbandes der Tierschutzvereine des Deutschen Reiches, die in Stuttgart tagte, für eineinhalb Tage nach Friedrichshafen zur Besichtigung seiner Werke, zu einem persönlichen technischen Vortrag und zum Abendessen ein.

### Pläne für ein starres Luftschiff
Nach seiner Verabschiedung widmete er sich vor allem der Konstruktion eines starren Luftschiffs. Eine von Kaiser Wilhelm II. berufene Sachverständigenkommission, der unter anderem die Hochschullehrer Hermann von Helmholtz, Richard Aßmann, Adolf Slaby, Heinrich Müller-Breslau und der spätere Konstrukteur von halbstarren Militärluftschiffen Premierleutnant Hans Groß angehörten, riet dem preußischen Kriegsministerium nach der Beratung in zwei Sitzungen von einer Förderung des Projekts ab. Zwar kämpfte Zeppelin gegen die Entscheidung und einzelne Mitglieder der Kommission an, doch waren die folgenden Jahre für ihn wenig erfolgreich. In der Bevölkerung wurde er ab 1895 als Narr verschrien und teilweise auf offener Straße ausgelacht. Sein Versuch, das für den Bau eines Luftschiffs notwendige Kapital von rund einer Million Mark aufzubringen, gelang nicht: Der Kaiser bezuschusste Zeppelin mit nur 6.000 Mark, durch alte Freunde und Mitglieder des Württembergischen Königshauses kamen weitere 100.000 Mark zusammen.
Im Jahr 1896 wurde Zeppelin Mitglied im Verein Deutscher Ingenieure (VDI), der das Luftschiffprojekt unterstützte. Neben der Einberufung einer Kommission unterbreitete der VDI auch einen groß angelegten Aufruf zur Unterstützung des Vorhabens. Tatsächlich gelang es Zeppelin durch diesen Aufruf im Jahr 1898 in Kooperation mit deutschen Unternehmern die Aktiengesellschaft zur Förderung der Luftschiffahrt zu gründen. Allerdings blieben einige Unternehmer in ihrer finanziellen Beteiligung noch zurückhaltend, so dass Zeppelin die Hälfte des 800.000 Mark umfassenden Stammkapitals der Aktiengesellschaft aus seinem Privatvermögen aufbringen musste.

### Verwirklichung des ersten lenkbaren Starrluftschiffs
Am 13. August 1898 erwarb Zeppelin das Reichspatent Nummer 98580 für einen „Lenkbaren Luftfahrzug mit mehreren hintereinander angeordneten Tragkörpern“. Der Entwurf für sein Starrluftschiff wurde hierdurch rückwirkend zum 31. August 1895 geschützt, und 1899 begann die Phase der Ausführung des ersten Luftschiffs. Die wichtigsten Merkmale von Zeppelins Konstruktion waren das starre Gerippe aus Aluminium, das aus Ringen und Längsträgern aufgebaut war, die feste Verbindung der beiden Gondeln mit dem Gerippe, die Einteilung des Gasraumes in gleich große zylindrische Zellen und die Anbringung von Luftschrauben in der Höhe des Luftwiderstands-Mittelpunkts.
Die Luftschiffe wurden Zeppeline genannt. Von der Fachwelt und der breiten Öffentlichkeit wurden Zeppelins Ideen weiterhin überwiegend abgelehnt und verspottet; Kaiser Wilhelm II. bezeichnete den Grafen als den „Dümmsten aller Süddeutschen“. Zeppelin äußerte in dieser Zeit: „Für mich steht naturgemäß niemand ein, weil keiner den Sprung ins Dunkel wagen will. Aber mein Ziel ist klar und meine Berechnungen sind richtig“.

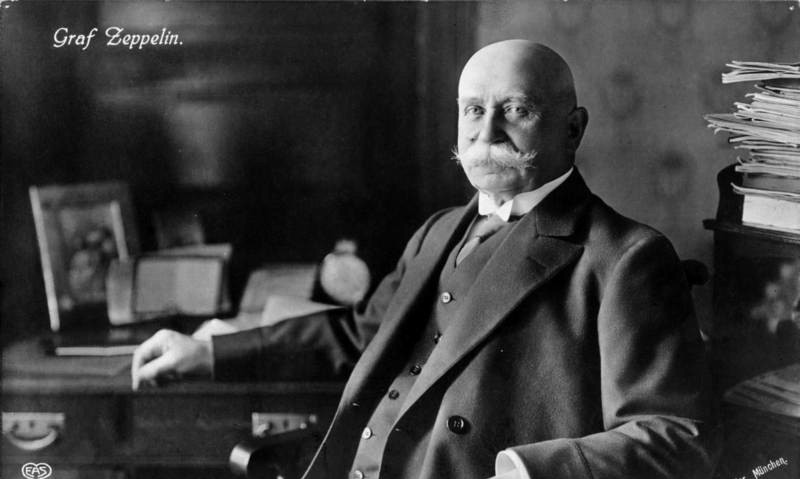
Zeppelin am Schreibtisch (1900)

Zeppelin im Auto vor dem Alten Schloss in Bayreuth (4. Juni 1909)

1900 kam es zu drei Aufstiegen des LZ 1 über dem Bodensee, Zeppelins technischer Leiter war dabei der Ingenieur Fritz Burr. Die immer besseren Resultate führten zu einer spontanen Begeisterung in der Bevölkerung, was entscheidend dazu beitrug, dass der Graf die Technik der Luftschiffe und ihres Betriebs weiterentwickeln konnte. Am 7. Januar 1901 verlieh der Kaiser ihm den preußischen Roten Adlerorden I. Klasse. Zeppelin kaufte der Witwe des ungarischen Luftfahrt-Enthusiasten und Erfinders David Schwarz die Entwürfe und Patente ihres Ehemanns ab und nutzte sie für seine Entwicklungen.

### Zeppelinspende des deutschen Volkes 1908
Der Bau des zweiten Zeppelins war trotz erster Erfolge nur durch Spenden und die Einnahmen einer Art Lotterie möglich. Die finanzielle Lage blieb weiterhin schwierig. Durch eine Serie von Unfällen mit seinen Luftschiffen wurde er im Volksmund oft immer noch der Narr vom Bodensee genannt.
Ein von Zeppelin selbst verfasster Artikel zur Konstruktion des Zeppelins, des Erprobung und den mögliche Verwendung wurde im 1908 im Kosmos Handweiser für Naturfreunde veröffentlicht
Als am 5. August 1908 der Zeppelin LZ 4 bei Echterdingen in der Nähe von Stuttgart verunglückte, löste das eine Welle der Hilfsbereitschaft aus und es kam zu einer Wende. Ausschlaggebend dafür war eine von einem Unbekannten gehaltene Ansprache, in der dieser das deutsche Volk zu einer Sammlung aufforderte, um so einen neuen Zeppelin entstehen zu lassen. Die als Nationalspende durchgeführte „Zeppelinspende des deutschen Volkes“ erbrachte über sechs Millionen Mark (kaufkraftbereinigt in heutiger Währung: etwa 38 Millionen Euro), mit denen Zeppelin die Luftschiffbau Zeppelin GmbH und die Zeppelin-Stiftung gründen konnte.

### Zivile und militärische Nutzung

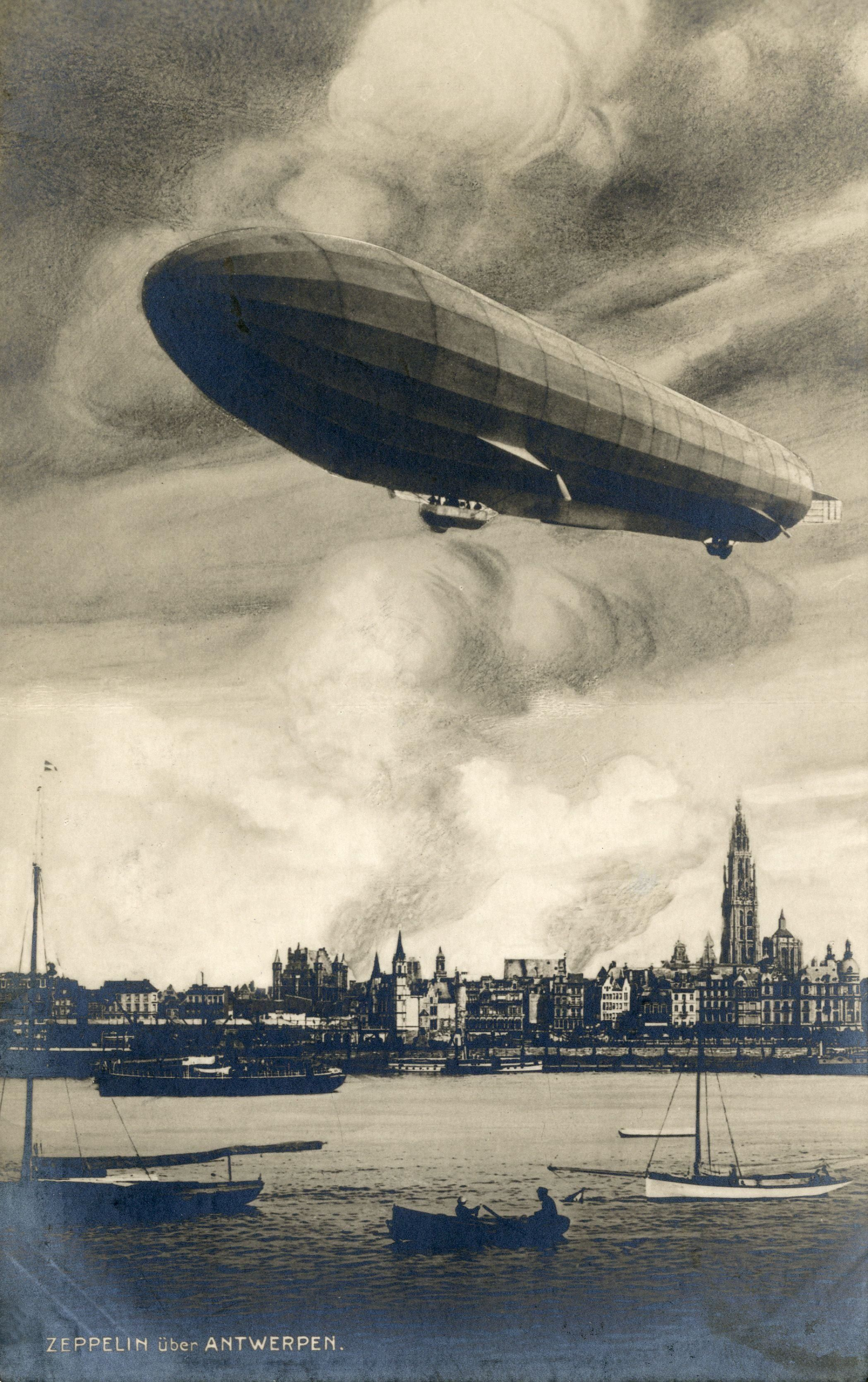
Einer der ersten Luftangriffe des Ersten Weltkriegs in der Nacht vom 24. auf den 25. August auf Antwerpen

1908 kaufte die Militärverwaltung das voll funktionsfähige Luftschiff LZ 3 und stellte es als Z I in Dienst. Ab 1909 wurden Zeppeline in der zivilen Luftfahrt eingesetzt. Im November 1909 wurde die Deutsche Luftschiffahrts-AG (DELAG) gegründet. 1910 nahm Zeppelin an einer Expedition nach Spitzbergen teil, um die Bedingungen für einen Einsatz der Luftschiffe bei der Erforschung der Arktis zu erkunden. Im gleichen Jahr erwarb er ein 25 Hektar großes Areal an der Pirschheide in Potsdam West. 1912 wurde hier die größte Luftschiffhalle Deutschlands errichtet. Die DELAG beförderte bis zum Beginn des Ersten Weltkriegs im Jahr 1914 auf mehr als 1500 Fahrten insgesamt fast 35.000 Personen, danach wurden LZ 11, LZ 13 und LZ 17 an das deutsche Heer abgegeben.
Ab 1914 wurden Kriegsluftschiffe für den Ersten Weltkrieg gebaut. Zunächst waren die Luftschiffe als Bomber und Aufklärer wichtiger Bestandteil der Kriegsführung. Im späteren Verlauf übernahmen Flugzeuge mehr und mehr die Rolle der Zeppeline. Zeppelins Pläne sahen vor, Potsdam zum Luftfahrtzentrum für Europa auszubauen. 1917 musste die Produktion jedoch eingestellt werden.

### Flugzeugbau
Obwohl Zeppelin sich dem Luftschiffbau verschrieben hatte, war er dennoch weitsichtig genug, um den Bau von Großflugzeugen voranzutreiben. So unterstützte er die Unternehmensgründungen der Maybach Motorenwerke und des Flugzeugbaus Friedrichshafen und gründete selbst die Zeppelin-Werke Friedrichshafen (später Dornier) und Berlin-Staaken. Der Flugzeugbau Friedrichshafen wurde zu einem der führenden Hersteller von zweimotorigen Großflugzeugen, während bei den Zeppelin-Werken in Staaken und Friedrichshafen noch größere, sogenannte Riesenflugzeuge entstanden. Chefkonstrukteur Claude Dornier führte die von den Luftschiffen übernommene Leichtmetallbauweise im Flugzeugbau ein, und Zeppelin erlebte noch den Erstflug der ersten Riesenflugboote.

### Lebensende

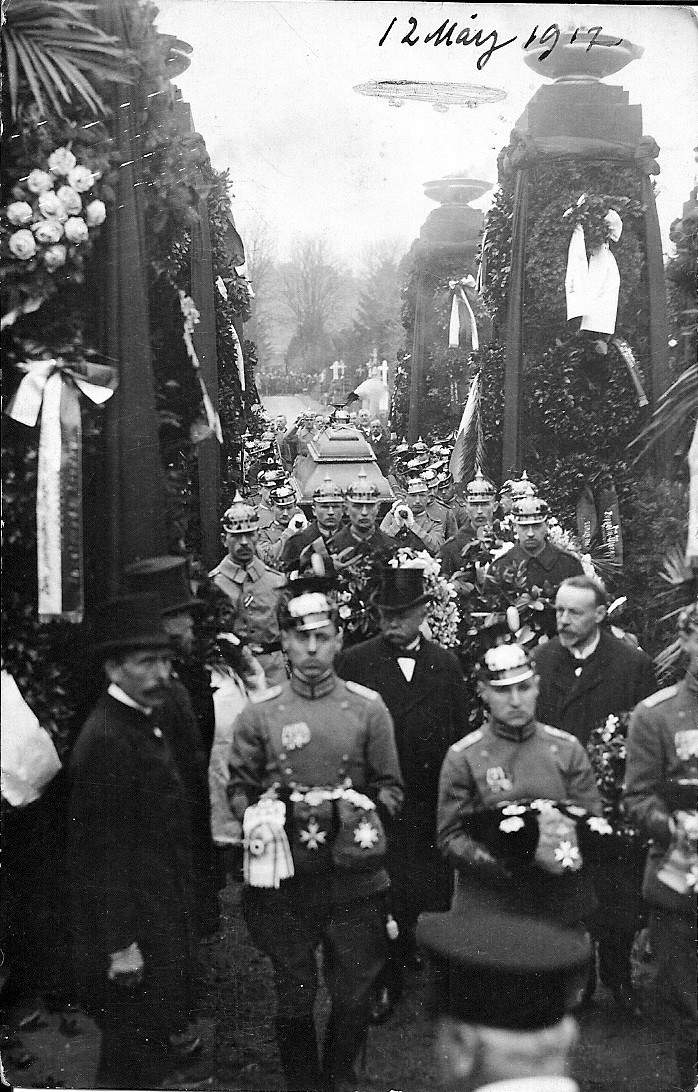
Beerdigung Graf Zeppelins in Stuttgart

Von 1916 bis zu seinem Tod war Zeppelin als Vertreter der Ritterschaft Abgeordneter in der Ersten Kammer des Württembergischen Landtags. Ferdinand von Zeppelin starb am 8. März 1917 in Berlin, vier Monate vor seinem 79. Geburtstag. Seine Grabstätte befindet sich auf dem Stuttgarter Pragfriedhof.

## Nachkommen
Zeppelins Tochter Helene heiratete 1909 Alexander von Brandenstein-Zeppelin (1881–1949). Deren Sohn Alexander Graf von Brandenstein-Zeppelin (der Jüngere, 1915–1979) heiratete Ursula Freiin von Freyberg-Eisenberg-Allmendingen (1917–1985). Aus dieser Ehe gingen vier Kinder hervor, u. a. Albrecht von Brandenstein-Zeppelin (* 1950) und Constantin von Brandenstein-Zeppelin (* 1953).

## Nachwirkung
Auf Ferdinand von Zeppelin gehen die noch existierende Luftschiffbau Zeppelin GmbH und die Zeppelin-Stiftung zurück. Der 1911 errichtete Luftschiffhafen Potsdam wird heute für Sportzwecke und als Kongresszentrum genutzt.
Nach dem vorläufigen Aus für seine Luftschiffe gegen Ende des Ersten Weltkrieges und aufgrund des Versailler Vertrags kam es unter seinem Nachfolger Hugo Eckener zu einer zweiten Blüte großer Starrluftschiffe, die mit dem Unglück der LZ 129 „Hindenburg“ am 6. Mai 1937 ihr Ende fand.

## Auszeichnungen
Ferdinand Graf von Zeppelin ist Ehrenbürger der Städte Friedrichshafen (1907), Konstanz (1908), Worms (1908), Stuttgart (1908), München (1909), Lindau (1909), Baden-Baden (1910) und Ulm (1912).
- Großkreuz des Württembergischen Militärverdienstordens[35]
- Großkreuz des Ordens der Württembergischen Krone[35]
- Großkreuz des Friedrichs-Ordens[35]
- Große Goldene Medaille für Kunst und Wissenschaft am Bande des Ordens der Württembergischen Krone[35]
- Goldene Karl-Olga-Medaille[35]
- Württembergisches Dienstehrenzeichen I. Klasse[35]
- Komtur II. Klasse des Ordens vom Zähringer Löwen[35]
- Goldene Badische Medaille für Kunst und Wissenschaft am Band des Ordens Berthold des Ersten[35]
- Großkreuz des Bayerischen Militärverdienstordens[35]
- Goldene Prinzregent-Luitpold-Medaille mit Krone[35]
- Verdienstzeichen für Kunst und Wissenschaft in Gold[35]
- Großkreuz des Verdienstordens Philipps des Großmütigen[35]
- Großkreuz mit der Krone in Gold des Hausordens der Wendischen Krone[35]
- Mecklenburgisches Militärverdienstkreuz II. Klasse[35]
- Schwarzer Adlerorden (November 1908)[35][36]
- Kronenorden I. Klasse[35]
- Pour le Mérite für Wissenschaften und Künste[35]
- Eisernes Kreuz (1870) II. Klasse[35]
- Rechtsritter des Johanniterordens[37][35]
- Hausorden der Rautenkrone[35]
- Großkreuz des Albrechts-Ordens[35]
- Komtur des Hausordens vom Weißen Falken[35]
- Großkreuz des Herzoglich Sachsen-Ernestinischen Hausordens[35]
- Großkreuz des Dannebrog-Ordens[35]
- Ritter der Ehrenlegion[35]
- Orden der Eisernen Krone III. Klasse[35]
- K. u. k. Österreichisch-Ungarisches Ehrenzeichen für Kunst und Wissenschaft[35]
- Russischer Orden vom Weißen Adler[35]
- Russischer Orden der Heiligen Anna I. Klasse[35]
- Orden des Heiligen Wladimir III. Klasse[35]
- Ehrenmitglied des Vereins für Geschichte des Bodensees und seiner Umgebung (1908)[38]
- Ehrenmitglied des Vereins für vaterländische Naturkunde in Württemberg (1910)[39]
- Ehrenpräsident des Bodensee-Bezirksvereins des Vereins Deutscher Ingenieure[40]
- Ehrenpräsident Königlich Württembergischer Yacht-Club
- Ehrenbürgerwürde der Stadt Konstanz (1908)
- Ehrendoktor der Universität Leipzig (1908)[41]
- Ehrendoktor der Technischen Hochschule Dresden[42]
- Ehrendoktor der Universität Tübingen (1908)[43]
- Grashof-Denkmünze des Vereins Deutscher Ingenieure (1908)
- Ehrenvorsitzender des Württembergischen Tierschutzvereins (1913)

## Rezeption in Kunst und Kultur
Die Person und das Werk Ferdinand von Zeppelins fand zu seinen Lebzeiten und nach seinem Tod vielfältige Rezeption in Kunst und Kultur. Diese reichte von achtungsvoller Ehrung bis zu komischer bzw. spöttischer Bloßstellung. Im Rahmen der Zeppelin- bzw. Luftfahrtbegeisterung hauptsächlich vor und während des Ersten Weltkrieges wurden an vielen Orten Zeppelinsteine aufgestellt.

### Musical
Am 16. Oktober 2021 feierte „Zeppelin - Das Musical“ in Füssen im Festspielhaus Neuschwanstein Weltpremiere. Ein Musical über den Pionier der Luftschifffahrt, den berühmten Grafen Zeppelin und den letzten Flug der Hindenburg.

### Karikaturen
Zu den bekannten Karikaturen gehört eine am 18. August 1908 und damit kurz nach dem Unglück von Echterdingen im Magazin Simplicissimus erschienene Illustration. Graf Zeppelin wird hier in einer „Galerie berühmter Zeitgenossen“ karikaturistisch abgebildet und dabei als Mann dargestellt, welcher einen kleinen Luftballon an der Hand hält. Zeising interpretiert diese Karikatur als Darstellung eines „infantilen Luftgreises mit Frack und Kinderluftballon an der Hand“.
Eine weitere bekannte Karikatur erschien 1928 ebenfalls im Simplicissimus. Von Zeppelin wird hier als liegende, wolkenähnliche Gestalt gezeichnet, welche auf das nach ihm benannte Luftschiff LZ 127 „Graf Zeppelin“ hinunterschaut, welches im Jahr 1928 seinen Erstflug absolvieren sollte.

### Kleinkunst und Cabaret
Ebenso haben viele Künstler aus dem Bereich des Cabarets und der Kleinkunst Lieder und Szenen auf und über den Zeppelin gemacht, die auf Edisoncylindern und Grammophonplatten erhalten sind.
- Mit Zeppelin im Luftballon. Gustav Schönwald. Edison Goldguß-Walze EGW 15 946
- Kinderlied an Zeppelin. Robert Steidl. Grammophon 942.691 (mx. 17 981 L)
- Zeppelin kommt! Scene (Bendix) Paul Bendix mit Ensemble. Homocord 4-2964 (T.M.)
- Erinnerung an den 29. August 1909, Teil 1 u. 2. Henry Bender. Grammophon 2-22 154 (mx. 1840 ab)
- Graf Zeppelin und Die Wacht am Rhein. Zeppelin-Couplet. Henry Bender. Grammophon 2-22 155 (mx. 1841 ab)
- Zeppelin-Marsch (Hugo Hirsch – Text: Artur Rebner) Robert Koppel. Beka B.5248 (mx. 32 669)
- Tünnes un Schäl em Zeppelin. Scene. Gerhard Ebeler, rheinischer Humorist. Grammophon 23 601 (mx. 2541)
- Eine Zeppelinreise. Weiß Ferdl. Gloria G.O.10 230 (Bi 132)
- The Golden Age of Ballooning. Monty Python’s Flying Circus. Erste Fogle der 4. Staffel (1974).

Hörbeispiele
- Mit dem Zippel, mit dem Zappel, mit dem Zeppelin. Couplet (Otto Reutter) gesungen von Otto Reutter mit Orchesterbegleitung, Berlin. Zonophone Record X-2-22 016, aufgen. 1908 (youtube.com)
- Mit dem Zippel, mit dem Zappel, mit dem Zeppelin. Humoristischer Vortrag mit Klavierbegleitung. Kalliope Nr. 1617, c. 1910/11; anonym singt hier Gustav Schönwald das Couplet von Otto Reutter. (youtube.com)

### Comic
- Graf Zeppelin. Über Land und Meer, Abenteuer der Weltgeschichte. Die interessante Jugendzeitschrift, Nr. 45. (Walter Lehning Verlag, Hannover) o. J. [ca. 1955].

### Heftroman
- K. v. Bossewitz: Graf Zeppelins Heldenritt. Band 2 der Heftromanreihe Unter deutscher Flagge (1911).

## Gedenken

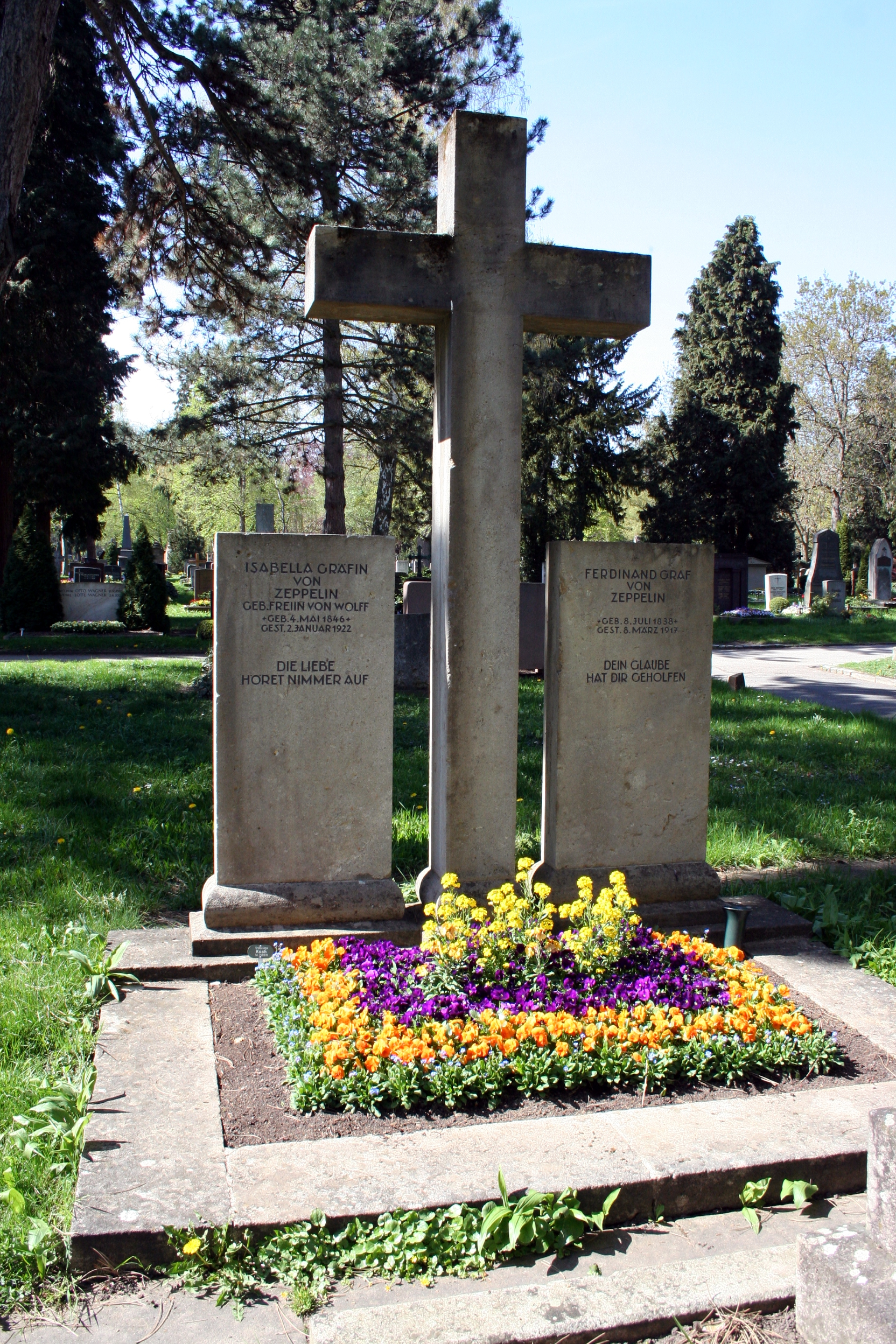
Grab auf dem Stuttgarter Pragfriedhof

- In Bützow steht das erste Zeppelin-Denkmal Deutschlands, das dem Grafen Ferdinand von Zeppelin am 31. Mai 1910 gewidmet wurde.[49]
- In Friedrichshafen gibt es ein Zeppelindenkmal und einen Zeppelin-Brunnen an der Uferpromenade.
- In Konstanz steht ein Zeppelindenkmal am Gondelhafen.
- Bei Echterdingen steht ein Gedenkstein, der an den Brand von LZ 4 erinnert. Weitere Zeppelinsteine an anderen Orten.
- Auf zehn von Bernhard Hoetger 1934 geschaffenen Bildtafeln am Haus des Glockenspiels in der Bremer Böttcherstraße sind sogenannte „Ozeanbezwinger“ dargestellt, darunter auf einer Tafel Ferdinand Graf von Zeppelin und Hugo Eckener.
- Deutschland ehrte Zeppelin 1992 zu seinem 75. Todestag mit der Herausgabe einer Sonderbriefmarke (MiNr. 1597). Außerdem gab es 1992 eine Marke aus der Reihe „Historische Luftpostbeförderung“ mit einer Abbildung des LZ 127 „Graf Zeppelin“ (MiNr. 1525), 2000 die Marke „100 Jahre Zeppelin-Luftschiffe“ mit der Abbildung des LZ 1 (MiNr. 2128) sowie 2007 die Marke „Historischer Luftschiffverkehr nach Südamerika“ mit einer Abbildung des LZ 127 „Graf Zeppelin“.

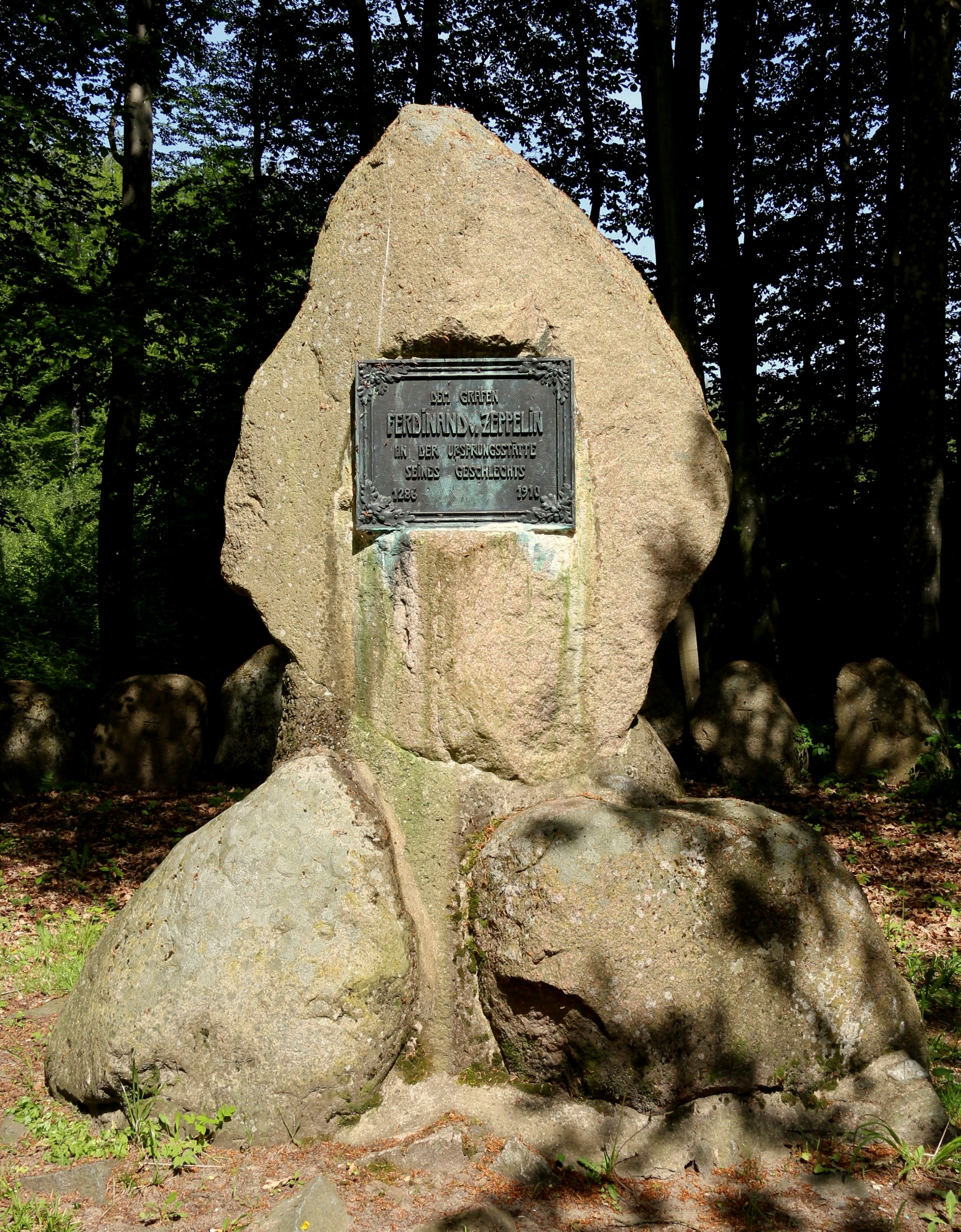
Das erste Zeppelin-Denkmal Deutschlands in Bützow
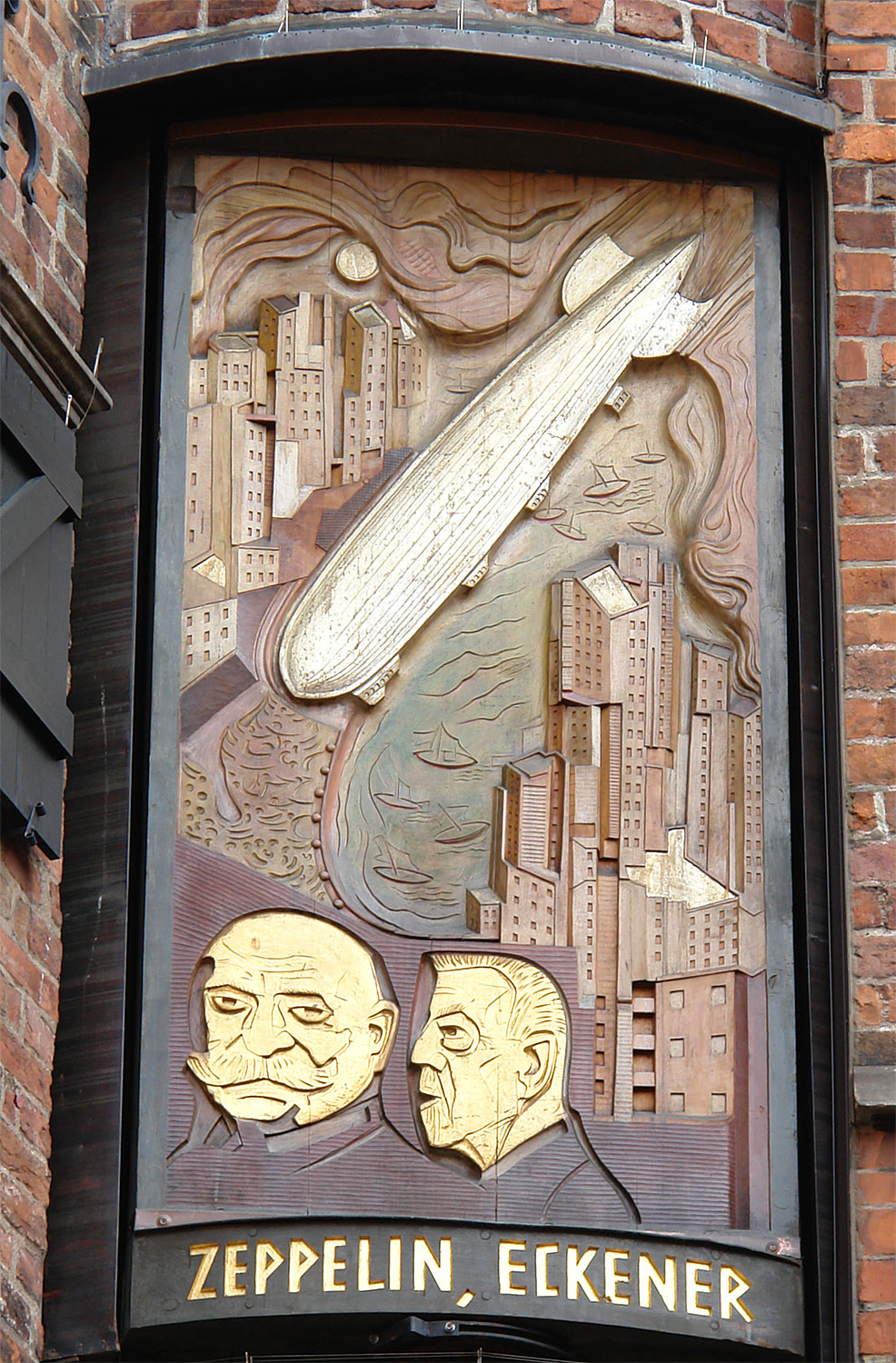
Bildtafel von Bernhard Hoetger, 1934, in Bremen
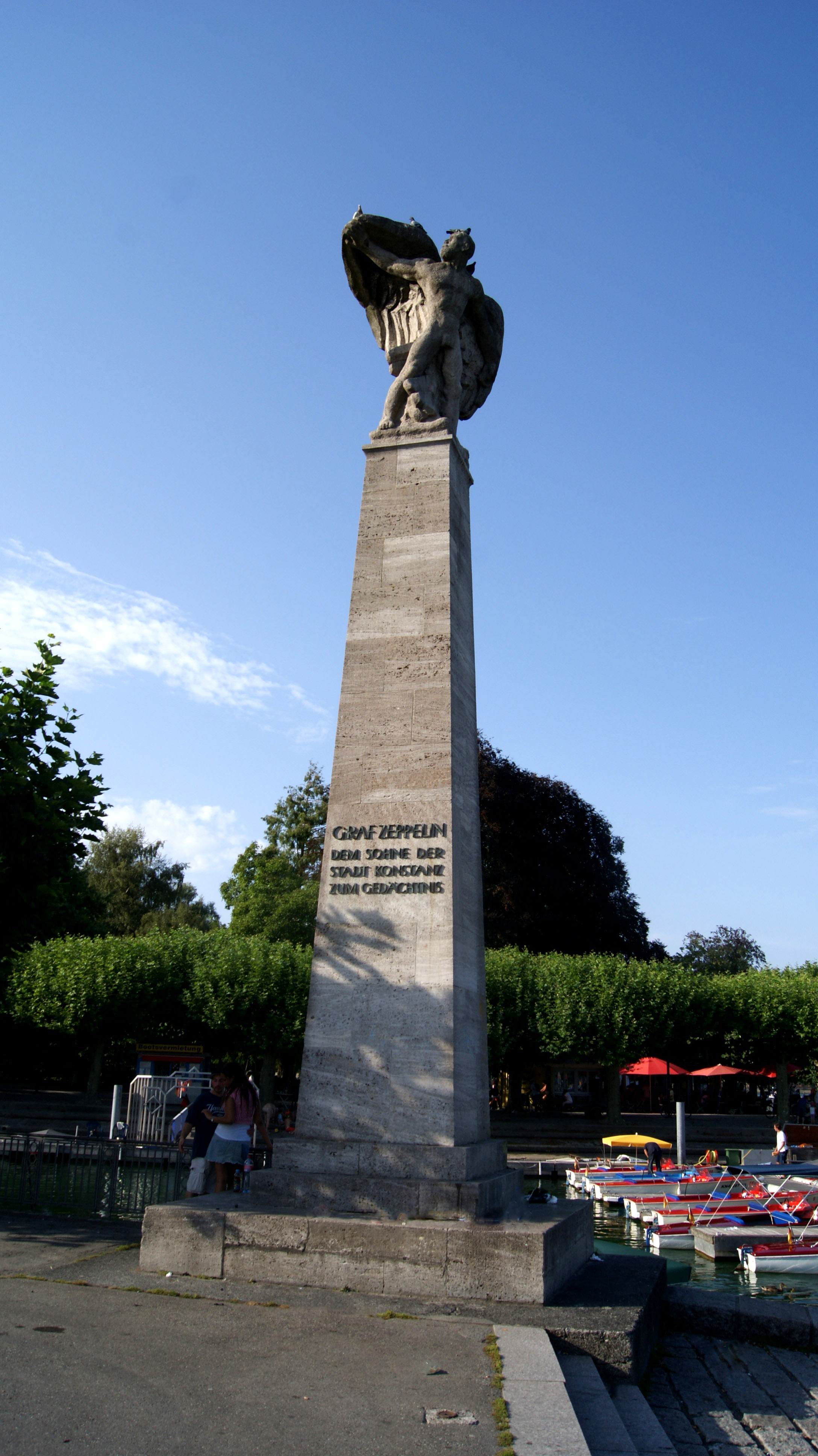
Zeppelin-Denkmal am Gondelhafen in Konstanz
LZ 127 mit dem russischen Eisbrecher Malygin, Gemälde von Alexander Kircher, 1931
Bronzestatue von Frijo Müller-Belecke vor dem Aeronauticum in Nordholz bei Cuxhaven

### Namensgebungen
- Die Kaiserliche Marine stellte im Ersten Weltkrieg den Hilfsminensucher Graf Zeppelin in Dienst.
- Die Kriegsmarine benannte nach ihm die Graf-Zeppelin-Klasse von Flugzeugträgern, von der jedoch lediglich das Typschiff Graf Zeppelin gebaut, aber nicht in Dienst gestellt wurde.
- Die Luftschiffbau Zeppelin benannte die Zeppelin-Luftschiffe LZ 127 „Graf Zeppelin“ und LZ 130 „Graf Zeppelin“ (auch „Graf Zeppelin II“) nach ihm.
- In Deutschland existieren hunderte Zeppelinstraßen, eine Reihe von Zeppelinwegen, einige Zeppelinplätze und zwei Zeppelinbrücken, in Frankfurt am Main die Zeppelinallee und der Zeppelinpark sowie in Neu-Isenburg den Stadtteil Zeppelinheim.
- Das Zeppelin-Gymnasium in Lüdenscheid, das Graf-Zeppelin-Gymnasium in Friedrichshafen und das Zeppelin-Gymnasium in Stuttgart wurden nach ihm benannt
- In Friedrichshafen besteht die Zeppelin-Universität, eine private, staatlich anerkannte Universität
- Kultur- und Kongresszentrum Graf-Zeppelin-Haus in Friedrichshafen
- Das Marinefliegergeschwader 3 „Graf Zeppelin“ der Deutschen Marine trägt seit 1967 den Traditionsnamen „Graf Zeppelin“.
- Ein Neigezug ICN der Schweizerischen Bundesbahnen aus der RABDe-500-Flotte ist auf Graf Zeppelin getauft.
- Das Hotel und Restaurant „Zum Zeppelin“ in Hamburg-Schnelsen bekam seinen Namen von Graf Zeppelin verliehen. Dieser hatte im Jahr 1912 mit seinem Automobil eine Panne vor der Gaststätte. Ihm wurde geholfen. „Und Otto Scheel erbat sich statt klingender Münze die Erlaubnis, das Radfahrerheim fortan ‚Zum Zeppelin‘ nennen zu dürfen. Auf scherzhafte Weise taufte Graf Zeppelin die Gaststätte um.“[50]
- In der Antarktis trägt der Mount Zeppelin seinen Namen.
- Die Graf-Zeppelin-Kaserne des Kommando Spezialkräfte (KSK) in Calw.

### Museen, Ausstellungen
Das Zeppelin Museum Friedrichshafen, das Zeppelin-Museum Zeppelinheim bei Frankfurt am Main und weitere Zeppelinmuseen in Deutschland, Dänemark und den USA würdigen die Arbeit von Zeppelins.
- 17. Mai – 15. September 2013: Ausstellung Graf Zeppelin – Techniker und Luftschiffer im Zeppelin Museum Friedrichshafen

## Trivia
Nach eigenem Bericht baute von Zeppelin in den 1860er Jahren einen Fischerkahn in ein Sportsegelboot um und war damit einer der ersten Sportsegler auf dem Bodensee.

## Dokumentarisches Fernsehspiel
- 1970: Ferdinand Graf von Zeppelin – Stunde der Entscheidung – Regie: Falk Harnack, mit Wolfgang Büttner in der Titelrolle.